# 笛田宇一郎
笛田 宇一郎（ふえだ ういちろう、1950年（昭和25年）- ）は、日本の俳優・演出家。

## 略歴
神奈川県鎌倉市出身。神奈川県立湘南高等学校→東京大学英語英米文学科卒業。1976年、早稲田小劇場入団。リア王、ディオニュソスなどを演じる一方、富山県利賀村のサマースクールや海外で俳優の指導に当たる。1980年、池袋アトリエ開場記念公演『絶対値』を構成・演出。
1990年〜1992年、水戸芸術館常任演出家として3公演を構成・演出。1995年、第二回読売演劇大賞優秀男優賞受賞。1996年、劇団を退団後、笛田宇一郎演劇事務所を設立。＜二十一世紀演劇シリーズ＞として3公演、＜現在/演劇シリーズ＞として3公演、そのほか、『ハムレット/オフィーリア』、『激しく待ち焦がれながら/悪こそは未来』などを構成・演出。
俳優としては、清水信臣、岡本章、佐藤信らの演出作品に持続的に出演。2008年、クオ・パオクン（郭宝昆）がシンガポールに創設した演劇教育機関 TTRP(Theatre Training & Research Program)で身体訓練を指導し、卒業公演として『ハムレットマシーン』を演出。2008年8月、創立メンバーと共にTAGTAS（Trans-Avant-Garde Theater Association)を結成。

## 著書
- 「二十一世紀演劇原論」（れんが書房新社）
- 近刊「身体性の幾何学（エチカ）」（れんが書房新社）